# Hauptbahnhof (metropolitana di Norimberga)
Hauptbahnhof (letteralmente: "stazione centrale") è una stazione della metropolitana di Norimberga, servita da tutte le linee della rete e posta in corrispondenza con la stazione ferroviaria centrale.

## Storia
La stazione della linea U1 venne attivata il 28 gennaio 1978, come parte della tratta da Aufseßplatz a Weißer Turm.

Divenne stazione d'interscambio il 24 settembre 1988, con l'attivazione della tratta da Plärrer a Hauptbahnhof servita dalla linea U2; tale linea fu prolungata il 29 settembre 1990 fino alla stazione di Rathenauplatz.

## Interscambi
- Stazione ferroviaria (Nürnberg Hbf)
- Fermata tram (linee 5, 7 e 8)[2]
- Fermata autobus[2]